# Cordura

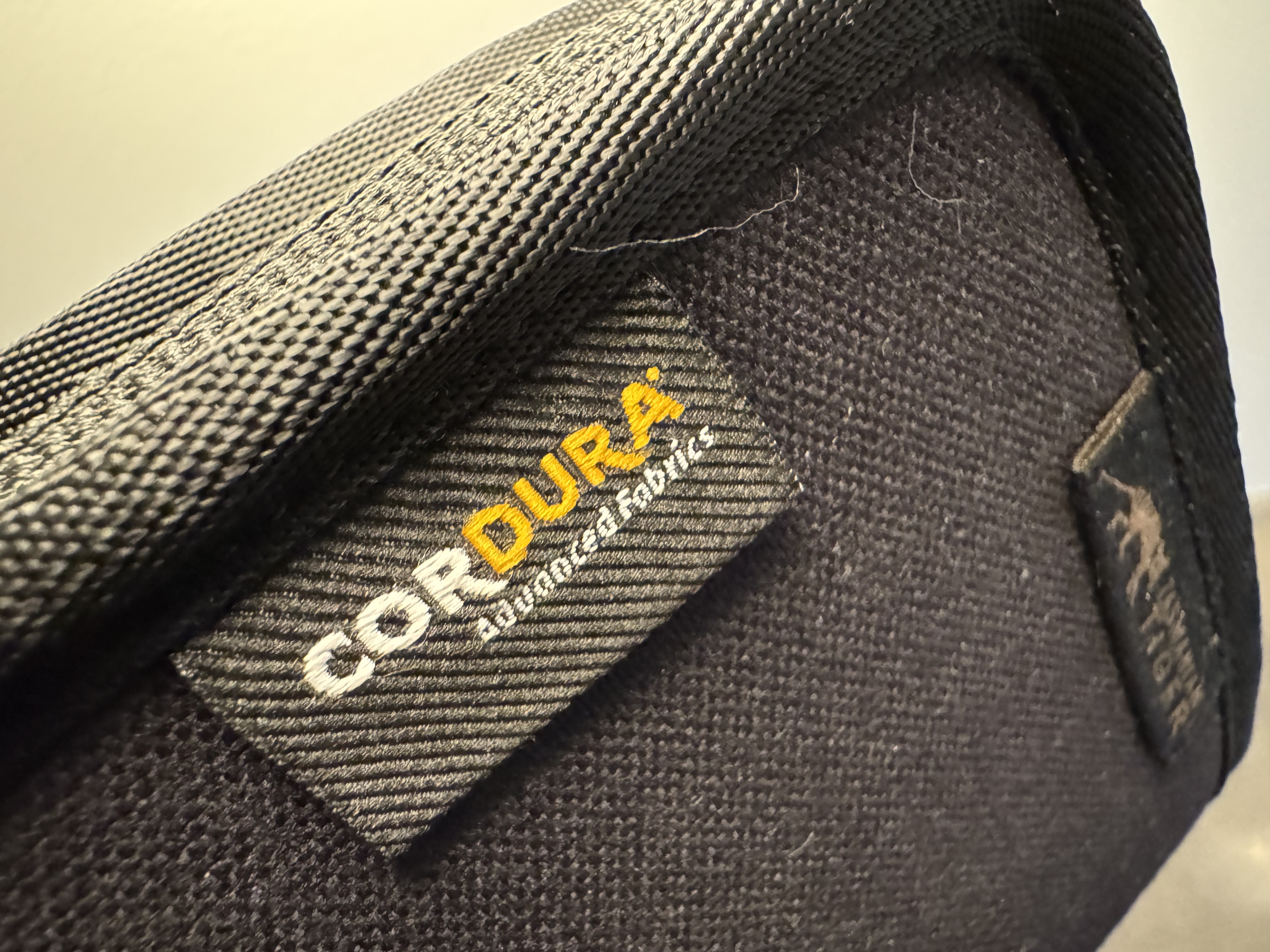
Geldbeutel aus Cordura

Cordura ist eine als Marke eingetragene Sammlung von Geweben auf Grundlage synthetischer Fasern, die in einer breiten Palette von Produkten wie Rucksäcken, Motorradschutzkleidung, Arbeitskleidung, Gurtzeug und Funktionsbekleidung verwendet werden. Cordura-Gewebe gelten als langlebig und widerstandsfähig gegen Abrieb und Reißen.

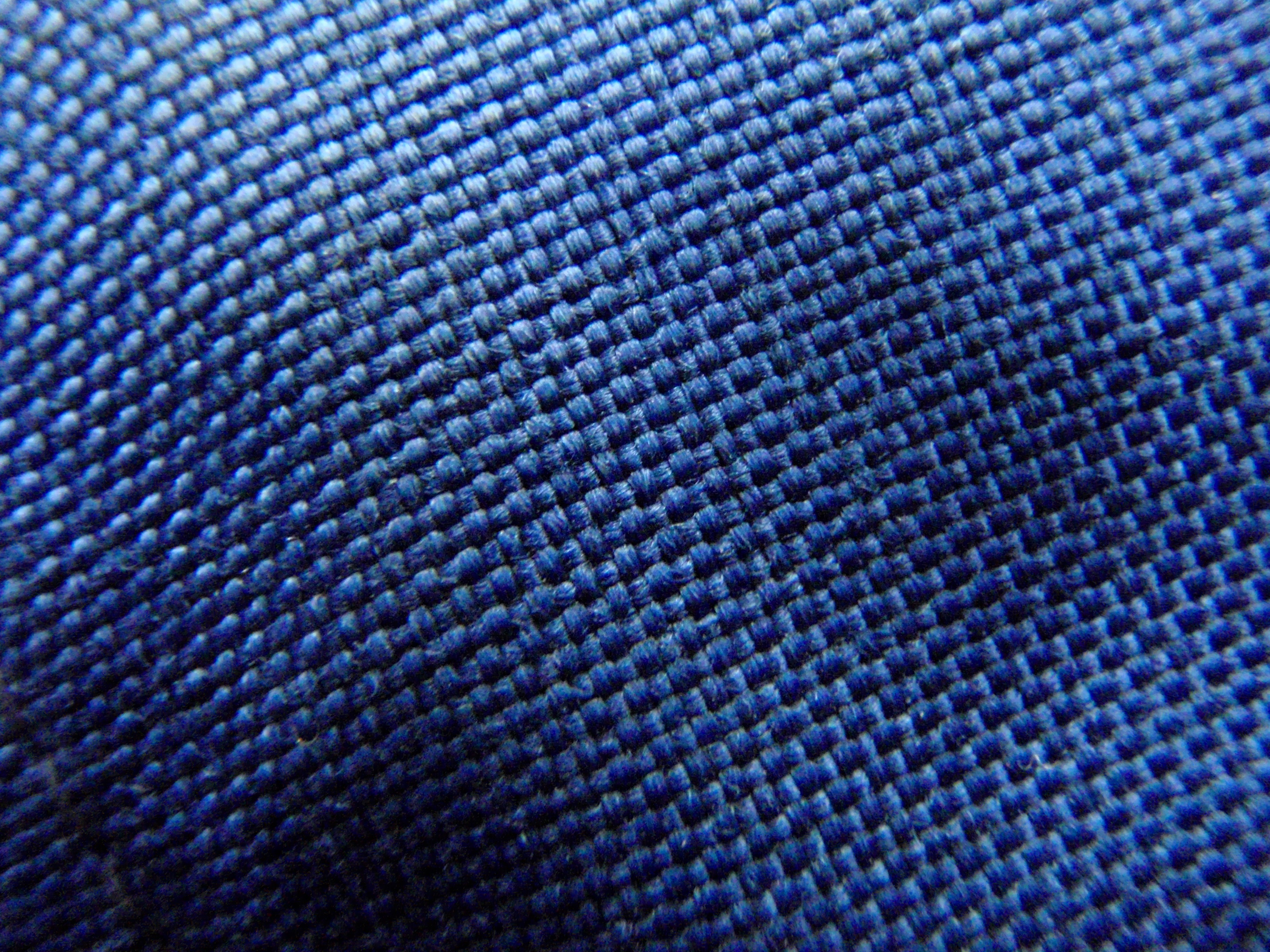
Blaues Cordura-Gewebe, Nahaufnahme

Ursprünglich von E.I. du Pont de Nemours and Company entwickelt und 1929 als Markenzeichen eingetragen, ist es seit 2004 Eigentum von Invista, einer hundertprozentigen Tochtergesellschaft von Koch Industries. Cordura-Gewebe bestehen in der Regel aus Nylon, können aber auch aus einer Mischung von Nylon mit Baumwolle oder anderen Naturfasern bestehen.

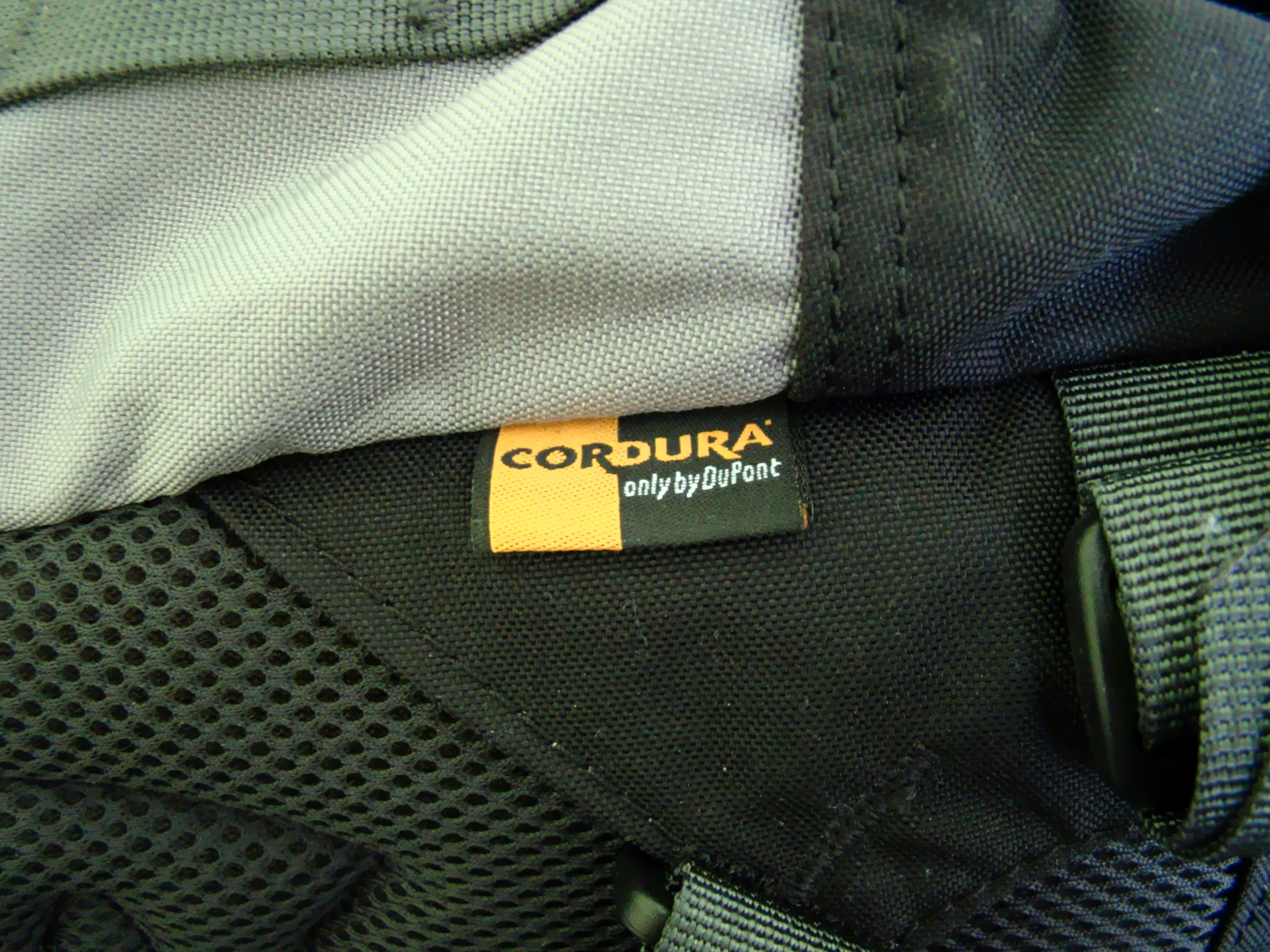
Rucksack mit einem Cordura-Etikett, vor 2004